# Ponikve (Cerknica)
Ponikve is een plaats in Slovenië en maakt deel uit van de gemeente Cerknica in de NUTS-3-regio Notranjskokraška. De plaats telde 27 inwoners op 1 januari 2020.